# Vollpension
Vollpension (englisch Full Board oder seltener American Plan) ist die Bezeichnung für eine Verpflegungsart während eines Reiseaufenthaltes, beispielsweise in einem Hotel oder auf einem Kreuzfahrtschiff.

## Definition
Ausweislich der DIN EN ISO 18513 Nr. 2.4.4 sind bei Vollpension neben der Unterkunft das Frühstück, Mittagessen und Abendessen eingeschlossen. Fehlt davon eine Mahlzeit, spricht man von der Halbpension (DIN EN ISO 18513 Nr.2.4.3).
Die einschlägige DIN EN ISO 18513 (Terminologie und Definitionen der Tourismus-Dienstleistungen) trifft keine ausdrückliche Feststellung zu Getränken: Nr. 2.4.2 bis 2.4.4 beschränken sich auf die Aufzählung von Frühstück, Mittagessen und Abendessen. Nur im Eintrag Nr. 2.4.5 für All Inclusive werden Getränke zusätzlich als Inhalt beschrieben. Das einfache Frühstück soll nach Nr. 3.1.1 „mindestens Brot, Butter, Marmelade und/oder Konfitüre sowie ein heißes Getränk“ beinhalten. Im touristischen Bereich wird meist ein erweitertes Frühstück oder ein Frühstücksbuffet mit weiteren Speisen und Getränken angeboten. Getränke zum Mittag- oder Abendessen sind bei Buchung von Vollpension in der Regel nicht enthalten.
Teilweise wird auch „Vollpension plus“ als Verpflegungsvariante angeboten. Dort sind neben den Leistungen der Vollpension Getränke zum Essen oder eine Zwischenmahlzeit enthalten.
In Reiseunterlagen wird Vollpension oft mit V oder VP abgekürzt.